# Kard
Der Kard (oder auch Karud; persisch کارد) ist ein persischer Dolch aus dem 14. Jahrhundert, der in Indien und Persien gleichermaßen benutzt wurde.

## Geschichte
Der Kard war schon zu Zeiten des Mogulreiches (1526 bis 1858) ein Ausrüstungsgegenstand der indischen Armee. Er wurde wegen seiner Gestaltung als Panzerstecher benutzt. Der Kard war auch nach dem Ende des Mogulreiches weiter in Verwendung und wird bis heute benutzt.

## Beschreibung
Der Kard hat eine gerade, einschneidige Klinge, die zur Spitze (Ort) hin schmäler wird. Bei manchen Exemplaren ist die Spitze verstärkt, um Kettenhemden zu durchdringen. An der Unterseite der Klinge ist ein kleiner Absatz, da die Klinge etwas breiter als der Griff ist. Der Griff (Heft) hat kein Parier und keinen Knauf. Das Heft ist aus Holz, Horn, Elfenbein, Jade usw. hergestellt. Die Scheiden sind aus Holz, das mit Leder oder Metall überzogen werden kann. Der Kard ist bei manchen Versionen reich verziert. Die Klinge ist oft filigran vergoldet oder tauschiert. Die Beschläge der Scheide sind oft durchbrochen hergestellt, oder auch mit Metallprägungen verziert.